# Vòng bảng UEFA Champions League 2019–20
Vòng bảng UEFA Champions League 2019–20 bắt đầu vào ngày 17 tháng 9 và kết thúc vào ngày 11 tháng 12 năm 2019. Tổng cộng có 32 đội cạnh tranh ở vòng bảng để xác định 16 suất lọt vào vòng đấu loại trực tiếp của UEFA Champions League 2019-20.

## Bốc thăm
Lễ bốc thăm vòng bảng được tổ chức vào ngày 29 tháng 8 năm 2019, lúc 18:00 CEST, tại Grimaldi Forum ở Monaco.
32 đội được phân thành tám bảng 4 đội, với hạn chế là các đội từ cùng hiệp hội không được nằm cùng bảng để đối đầu với nhau. Đối với lễ bốc thăm, các đội được xếp vào bốn nhóm hạt giống dựa trên những nguyên tắc sau đây (Quy định Điều 13.06):
- Nhóm 1 bao gồm đội đương kim vô địch Champions League và Europa League, và các đội vô địch của 6 hiệp hội hàng đầu dựa trên hệ số quốc gia UEFA năm 2018.
- Nhóm 2, 3 và 4 bao gồm các đội còn lại, được phân nhóm hạt giống dựa trên hệ số câu lạc bộ UEFA năm 2019 của họ.

Vào ngày 17 tháng 7 năm 2014, Ban hội thẩm khẩn cấp UEFA quy định các câu lạc bộ Ukraina và Nga sẽ không được thi đấu với nhau "cho đến khi có thông báo mới nhất" do tình trạng chính trị bất ổn giữa 2 quốc gia.
Hơn nữa, đối với các hiệp hội với hai hoặc nhiều đội, các đội được xếp cặp nhằm để chia họ ra làm hai nhóm 4 bảng (A–D, E–H) nhằm tối đa việc phát sóng truyền hình. Đối với mỗi cặp đội, đội nào được bốc thăm đầu tiên thì có 2 lựa chọn: nhóm A–D hoặc nhóm E–H. Sau khi đội đó rơi vào 1 trong 4 bảng thuộc 1 nhóm bất kỳ, thì đội còn lại trong cặp chỉ có thể vào 1 trong 4 bảng thuộc nhóm còn lại. Những đội không được xếp cặp do số đội của hiệp hội đó bị lẻ, thì có 2 lựa chọn là nhóm A-D hoặc nhóm E-H, tùy thuộc vào diễn biến bốc thăm. Các cặp đội sau đây được công bố bởi UEFA sau khi các đội tham dự vòng bảng được xác nhận:
- Tây Ban Nha: Barcelona và Real Madrid, Atlético Madrid và Valencia
- Anh: Liverpool và Manchester City, Chelsea và Tottenham Hotspur
- Ý: Juventus và Inter Milan, Napoli và Atalanta
- Đức: Bayern Munich và Borussia Dortmund, Bayer Leverkusen và RB Leipzig
- Pháp: Paris Saint-Germain và Lyon
- Nga: Zenit Saint Petersburg và Lokomotiv Moscow
- Bỉ: Club Brugge và Genk

Ở mỗi lượt trận, một nhóm bốn bảng thi đấu các trận đấu của họ vào Thứ Ba, trong khi nhóm bốn bảng còn lại thi đấu các trận đấu của họ vào Thứ Tư, với thứ tự thi đấu của 2 nhóm thay đổi giữa mỗi lượt trận. Các lượt trận được xác định sau lễ bốc thăm, sử dụng máy vi tính để bốc thăm không công khai, với trình tự các trận đấu như sau (Quy định Điều 16.02):
Lưu ý: Các vị trí để sắp xếp lịch thi đấu không sử dụng các nhóm hạt giống, ví dụ: Đội 1 không nhất thiết phải là đội từ Nhóm 1 trong lễ bốc thăm.
| Lượt trận          | Thời gian               | Các trận đấu |
| ------------------ | ----------------------- | ------------ |
| Lượt trận thứ nhất | 17–18 tháng 9 năm 2019  | 2 v 3, 4 v 1 |
| Lượt trận thứ hai  | 1–2 tháng 10 năm 2019   | 1 v 2, 3 v 4 |
| Lượt trận thứ ba   | 22–23 tháng 10 năm 2019 | 3 v 1, 2 v 4 |
| Lượt trận thứ tư   | 5–6 tháng 11 năm 2019   | 1 v 3, 4 v 2 |
| Lượt trận thứ năm  | 26–27 tháng 11 năm 2019 | 3 v 2, 1 v 4 |
| Lượt trận thứ sáu  | 10–11 tháng 12 năm 2019 | 2 v 1, 4 v 3 |

Có những hạn chế về sắp xếp lịch thi đấu: ví dụ, các đội từ cùng thành phố (như là Real Madrid và Atlético Madrid) nói chung không được xếp lịch để thi đấu trên sân nhà trong cùng một lượt trận (để tránh các đội thi đấu tại sân nhà trong cùng ngày hoặc các ngày liên tiếp, vì lý do hậu cần và kiểm soát đám đông), và các đội từ "các quốc gia mùa đông lạnh" (như là Nga) không được xếp lịch để thi đấu trên sân nhà trong lượt trận cuối cùng (do thời tiết giá lạnh).

## Các đội bóng
Dưới đây là các đội tham dự (với hệ số câu lạc bộ UEFA năm 2019 của họ), được xếp theo nhóm hạt giống của họ. Họ bao gồm:
- 26 đội tham dự vào vòng đấu này
- 6 đội thắng của vòng play-off (4 đội từ Nhóm các đội vô địch giải quốc nội, 2 đội từ Nhóm các đội không vô địch giải quốc nội)

| Chú thích màu sắc                                     |
| ----------------------------------------------------- |
| Đội đứng thứ nhất và nhì bảng đi tiếp vào vòng 16 đội |
| Đội đứng thứ ba tham dự vòng 32 đội Europa League     |

| Hiệp hội | Đội                    | Hệ số   |
| -------- | ---------------------- | ------- |
| TH       | Liverpool              | 91.000  |
| EL       | Chelsea                | 87.000  |
| 1        | Barcelona              | 138.000 |
| 2        | Manchester City        | 106.000 |
| 3        | Juventus               | 124.000 |
| 4        | Bayern Munich          | 128.000 |
| 5        | Paris Saint-Germain    | 103.000 |
| 6        | Zenit Saint Petersburg | 72.000  |

| Đội               | Ghi chú | Hệ số   |
| ----------------- | ------- | ------- |
| Real Madrid       |         | 146.000 |
| Atlético Madrid   |         | 127.000 |
| Borussia Dortmund |         | 85.000  |
| Napoli            |         | 80.000  |
| Shakhtar Donetsk  |         | 80.000  |
| Tottenham Hotspur |         | 78.000  |
| Ajax              | [CP]    | 70.500  |
| Benfica           |         | 68.000  |

| Đội               | Ghi chú | Hệ số  |
| ----------------- | ------- | ------ |
| Lyon              |         | 61.500 |
| Bayer Leverkusen  |         | 61.000 |
| Red Bull Salzburg |         | 54.500 |
| Olympiacos        | [LP]    | 44.000 |
| Club Brugge       | [LP]    | 39.500 |
| Valencia          |         | 37.000 |
| Inter Milan       |         | 31.000 |
| Dinamo Zagreb     | [CP]    | 29.500 |

| Đội               | Ghi chú | Hệ số  |
| ----------------- | ------- | ------ |
| Lokomotiv Moscow  |         | 28.500 |
| Genk              |         | 25.000 |
| Galatasaray       |         | 22.500 |
| RB Leipzig        |         | 22.000 |
| Slavia Prague     | [CP]    | 21.500 |
| Red Star Belgrade | [CP]    | 16.750 |
| Atalanta          |         | 14.945 |
| Lille             |         | 11.699 |

Ghi chú
1. TH Đương kim vô địch Champions League, tự động được xếp vào Nhóm 1 với tư cách hạt giống hàng đầu.
2. EL Đương kim vô địch Europa League, tự động được xếp vào Nhóm 1 với tư cách hạt giống hàng đầu thứ hai.
3. CP Đội thắng của vòng play-off (Nhóm các đội vô địch giải quốc nội).
4. LP Đội thắng của vòng play-off (Nhóm các đội không vô địch giải quốc nội).

## Thể thức
Ở mỗi bảng, các đội đối đầu với nhau theo thể thức vòng tròn 2 lượt đi và về. Đội nhất và nhì bảng đi tiếp vào vòng 16 đội, trong khi đội đứng thứ ba tham dự vòng 32 đội Europa League.

### Tiêu chí xếp hạng
Các đội được xếp hạng theo điểm số (3 điểm cho một trận thắng, 1 điểm cho một trận hòa, 0 điểm cho một trận thua), và nếu bằng điểm, tiêu chí xếp hạng sau đây được áp dụng, theo thứ tự được thể hiện, để xác định thứ hạng (Quy định Điều 17.01):
1. Số điểm trong các trận đấu đối đầu giữa các đội bằng điểm;
2. Hiệu số bàn thắng thua trong các trận đấu đối đầu giữa các đội bằng điểm;
3. Số bàn thắng ghi được trong các trận đấu đối đầu giữa các đội bằng điểm;
4. Số bàn thắng sân khách ghi được trong các trận đấu đối đầu giữa các đội bằng điểm;
5. Nếu có nhiều hơn 2 đội bằng điểm, và sau khi áp dụng tất cả tiêu chí đối đầu trên, một nhóm đội vẫn bằng nhau, tất cả tiêu chí đối đầu trên được áp dụng lại dành riêng cho nhóm đội này;
6. Hiệu số bàn thắng thua trong tất cả các trận đấu vòng bảng;
7. Số bàn thắng ghi được trong tất cả các trận đấu vòng bảng;
8. Số bàn thắng sân khách ghi được trong tất cả các trận đấu vòng bảng;
9. Số trận thắng trong tất cả các trận đấu vòng bảng;
10. Số trận thắng sân khách trong tất cả các trận đấu vòng bảng;
11. Điểm kỷ luật (thẻ đỏ = 3 điểm, thẻ vàng = 1 điểm, bị truất quyền thi đấu do phải nhận hai thẻ vàng trong một trận đấu = 3 điểm);
12. Hệ số câu lạc bộ UEFA.

## Các bảng đấu
Các lượt trận được diễn ra vào các ngày 17–18 tháng 9, 1–2 tháng 10, 22–23 tháng 10, 5–6 tháng 11, 26–27 tháng 11, và 10–11 tháng 12 năm 2019. Các trận đấu được diễn ra lúc 21:00 CET/CEST, với hai trận đấu vào mỗi Thứ Ba và Thứ Tư được diễn ra lúc 18:55 CET/CEST.
Thời gian đều theo múi giờ CET/CEST, được liệt kê bởi UEFA (giờ địa phương, nếu khác nhau thì được hiển thị trong ngoặc).

### Bảng A
| VT | Đội                 | ST | T | H | B | BT | BB | HS  | Đ  | Giành quyền tham dự                 |  | PAR | RM  | BRU | GAL |
| -- | ------------------- | -- | - | - | - | -- | -- | --- | -- | ----------------------------------- |  | --- | --- | --- | --- |
| 1  | Paris Saint-Germain | 6  | 5 | 1 | 0 | 17 | 2  | +15 | 16 | Đi tiếp vào vòng đấu loại trực tiếp |  | —   | 3–0 | 1–0 | 5–0 |
| 2  | Real Madrid         | 6  | 3 | 2 | 1 | 14 | 8  | +6  | 11 | Đi tiếp vào vòng đấu loại trực tiếp |  | 2–2 | —   | 2–2 | 6–0 |
| 3  | Club Brugge         | 6  | 0 | 3 | 3 | 4  | 12 | −8  | 3  | Chuyển qua Europa League            |  | 0–5 | 1–3 | —   | 0–0 |
| 4  | Galatasaray         | 6  | 0 | 2 | 4 | 1  | 14 | −13 | 2  |                                     |  | 0–1 | 0–1 | 1–1 | —   |

| Club Brugge | 0–0      | Galatasaray |
| ----------- | -------- | ----------- |
|             | Chi tiết |             |

| Paris Saint-Germain                 | 3–0      | Real Madrid |
| ----------------------------------- | -------- | ----------- |
| - Di María 14', 33' - Meunier 90+1' | Chi tiết |             |

| Real Madrid                | 2–2      | Club Brugge      |
| -------------------------- | -------- | ---------------- |
| - Ramos 55' - Casemiro 85' | Chi tiết | - Dennis 9', 39' |

| Galatasaray | 0–1      | Paris Saint-Germain |
| ----------- | -------- | ------------------- |
|             | Chi tiết | - Icardi 52'        |

| Galatasaray | 0–1      | Real Madrid |
| ----------- | -------- | ----------- |
|             | Chi tiết | - Kroos 18' |

| Club Brugge | 0–5      | Paris Saint-Germain                     |
| ----------- | -------- | --------------------------------------- |
|             | Chi tiết | - Icardi 7', 63' - Mbappé 61', 79', 83' |

| Real Madrid                                                    | 6–0      | Galatasaray |
| -------------------------------------------------------------- | -------- | ----------- |
| - Rodrygo 4', 7', 90+2' - Ramos 14' (ph.đ.) - Benzema 45', 81' | Chi tiết |             |

| Paris Saint-Germain | 1–0      | Club Brugge |
| ------------------- | -------- | ----------- |
| - Icardi 22'        | Chi tiết |             |

| Galatasaray | 1–1      | Club Brugge    |
| ----------- | -------- | -------------- |
| - Büyük 11' | Chi tiết | - Diatta 90+2' |

| Real Madrid        | 2–2      | Paris Saint-Germain        |
| ------------------ | -------- | -------------------------- |
| - Benzema 17', 79' | Chi tiết | - Mbappé 81' - Sarabia 83' |

| Club Brugge   | 1–3      | Real Madrid                                 |
| ------------- | -------- | ------------------------------------------- |
| - Vanaken 55' | Chi tiết | - Rodrygo 53' - Vinícius 64' - Modrić 90+1' |

| Paris Saint-Germain                                                       | 5–0      | Galatasaray |
| ------------------------------------------------------------------------- | -------- | ----------- |
| - Icardi 32' - Sarabia 35' - Neymar 46' - Mbappé 63' - Cavani 84' (ph.đ.) | Chi tiết |             |

### Bảng B
| VT | Đội               | ST | T | H | B | BT | BB | HS  | Đ  | Giành quyền tham dự                 |  | BAY | TOT | OLY | RSB |
| -- | ----------------- | -- | - | - | - | -- | -- | --- | -- | ----------------------------------- |  | --- | --- | --- | --- |
| 1  | Bayern Munich     | 6  | 6 | 0 | 0 | 24 | 5  | +19 | 18 | Đi tiếp vào vòng đấu loại trực tiếp |  | —   | 3–1 | 2–0 | 3–0 |
| 2  | Tottenham Hotspur | 6  | 3 | 1 | 2 | 18 | 14 | +4  | 10 | Đi tiếp vào vòng đấu loại trực tiếp |  | 2–7 | —   | 4–2 | 5–0 |
| 3  | Olympiacos        | 6  | 1 | 1 | 4 | 8  | 14 | −6  | 4  | Chuyển qua Europa League            |  | 2–3 | 2–2 | —   | 1–0 |
| 4  | Red Star Belgrade | 6  | 1 | 0 | 5 | 3  | 20 | −17 | 3  |                                     |  | 0–6 | 0–4 | 3–1 | —   |

| Olympiacos                           | 2–2      | Tottenham Hotspur              |
| ------------------------------------ | -------- | ------------------------------ |
| - Podence 44' - Valbuena 54' (ph.đ.) | Chi tiết | - Kane 26' (ph.đ.) - Moura 30' |

| Bayern Munich                                | 3–0      | Red Star Belgrade |
| -------------------------------------------- | -------- | ----------------- |
| - Coman 34' - Lewandowski 80' - Müller 90+1' | Chi tiết |                   |

| Red Star Belgrade                        | 3–1      | Olympiacos   |
| ---------------------------------------- | -------- | ------------ |
| - Vulić 62' - Milunović 87' - Boakye 90' | Chi tiết | - Semedo 37' |

| Tottenham Hotspur                      | 2–7      | Bayern Munich                                                    |
| -------------------------------------- | -------- | ---------------------------------------------------------------- |
| - Son Heung-min 12' - Kane 61' (ph.đ.) | Chi tiết | - Kimmich 15' - Lewandowski 45', 87' - Gnabry 53', 55', 83', 88' |

| Tottenham Hotspur                                    | 5–0      | Red Star Belgrade |
| ---------------------------------------------------- | -------- | ----------------- |
| - Kane 9', 72' - Son Heung-min 16', 44' - Lamela 57' | Chi tiết |                   |

| Olympiacos                     | 2–3      | Bayern Munich                        |
| ------------------------------ | -------- | ------------------------------------ |
| - El-Arabi 23' - Guilherme 79' | Chi tiết | - Lewandowski 34', 62' - Tolisso 75' |

| Bayern Munich                   | 2–0      | Olympiacos |
| ------------------------------- | -------- | ---------- |
| - Lewandowski 69' - Perišić 89' | Chi tiết |            |

| Red Star Belgrade | 0–4      | Tottenham Hotspur                                     |
| ----------------- | -------- | ----------------------------------------------------- |
|                   | Chi tiết | - Lo Celso 34' - Son Heung-min 57', 61' - Eriksen 85' |

| Tottenham Hotspur                         | 4–2      | Olympiacos                 |
| ----------------------------------------- | -------- | -------------------------- |
| - Alli 45+1' - Kane 50', 77' - Aurier 73' | Chi tiết | - El-Arabi 6' - Semedo 19' |

| Red Star Belgrade | 0–6      | Bayern Munich                                                         |
| ----------------- | -------- | --------------------------------------------------------------------- |
|                   | Chi tiết | - Goretzka 14' - Lewandowski 53' (ph.đ.), 60', 64', 68' - Tolisso 89' |

| Olympiacos             | 1–0      | Red Star Belgrade |
| ---------------------- | -------- | ----------------- |
| - El-Arabi 87' (ph.đ.) | Chi tiết |                   |

| Bayern Munich                           | 3–1      | Tottenham Hotspur |
| --------------------------------------- | -------- | ----------------- |
| - Coman 14' - Müller 45' - Coutinho 64' | Chi tiết | - Sessegnon 20'   |

### Bảng C
| VT | Đội              | ST | T | H | B | BT | BB | HS  | Đ  | Giành quyền tham dự                 |  | MC  | ATA | SHK | DZG |
| -- | ---------------- | -- | - | - | - | -- | -- | --- | -- | ----------------------------------- |  | --- | --- | --- | --- |
| 1  | Manchester City  | 6  | 4 | 2 | 0 | 16 | 4  | +12 | 14 | Đi tiếp vào vòng đấu loại trực tiếp |  | —   | 5–1 | 1–1 | 2–0 |
| 2  | Atalanta         | 6  | 2 | 1 | 3 | 8  | 12 | −4  | 7  | Đi tiếp vào vòng đấu loại trực tiếp |  | 1–1 | —   | 1–2 | 2–0 |
| 3  | Shakhtar Donetsk | 6  | 1 | 3 | 2 | 8  | 13 | −5  | 6  | Chuyển qua Europa League            |  | 0–3 | 0–3 | —   | 2–2 |
| 4  | Dinamo Zagreb    | 6  | 1 | 2 | 3 | 10 | 13 | −3  | 5  |                                     |  | 1–4 | 4–0 | 3–3 | —   |

| Shakhtar Donetsk | 0–3      | Manchester City                                 |
| ---------------- | -------- | ----------------------------------------------- |
|                  | Chi tiết | - Mahrez 24' - Gündoğan 38' - Gabriel Jesus 76' |

| Dinamo Zagreb                      | 4–0      | Atalanta |
| ---------------------------------- | -------- | -------- |
| - Leovac 10' - Oršić 31', 42', 68' | Chi tiết |          |

| Atalanta     | 1–2      | Shakhtar Donetsk             |
| ------------ | -------- | ---------------------------- |
| - Zapata 28' | Chi tiết | - Moraes 41' - Solomon 90+5' |

| Manchester City              | 2–0      | Dinamo Zagreb |
| ---------------------------- | -------- | ------------- |
| - Sterling 66' - Foden 90+5' | Chi tiết |               |

| Shakhtar Donetsk             | 2–2      | Dinamo Zagreb                  |
| ---------------------------- | -------- | ------------------------------ |
| - Konoplyanka 16' - Dodô 75' | Chi tiết | - Olmo 25' - Oršić 60' (ph.đ.) |

| Manchester City                                    | 5–1      | Atalanta                  |
| -------------------------------------------------- | -------- | ------------------------- |
| - Agüero 34', 38' (ph.đ.) - Sterling 58', 64', 69' | Chi tiết | - Malinovskyi 28' (ph.đ.) |

| Atalanta      | 1–1      | Manchester City |
| ------------- | -------- | --------------- |
| - Pašalić 49' | Chi tiết | - Sterling 7'   |

| Dinamo Zagreb                             | 3–3      | Shakhtar Donetsk                                  |
| ----------------------------------------- | -------- | ------------------------------------------------- |
| - Petković 25' - Ivanušec 83' - Ademi 89' | Chi tiết | - Patrick 13' - Moraes 90+3' - Tetê 90+8' (ph.đ.) |

| Manchester City | 1–1      | Shakhtar Donetsk |
| --------------- | -------- | ---------------- |
| - Gündoğan 56'  | Chi tiết | - Solomon 69'    |

| Atalanta                         | 2–0      | Dinamo Zagreb |
| -------------------------------- | -------- | ------------- |
| - Muriel 27' (ph.đ.) - Gómez 47' | Chi tiết |               |

| Shakhtar Donetsk | 0–3      | Atalanta                                    |
| ---------------- | -------- | ------------------------------------------- |
|                  | Chi tiết | - Castagne 66' - Pašalić 80' - Gosens 90+4' |

| Dinamo Zagreb | 1–4      | Manchester City                           |
| ------------- | -------- | ----------------------------------------- |
| - Olmo 10'    | Chi tiết | - Gabriel Jesus 34', 50', 54' - Foden 84' |

### Bảng D
| VT | Đội              | ST | T | H | B | BT | BB | HS | Đ  | Giành quyền tham dự                 |  | JUV | ATL | LEV | LOM |
| -- | ---------------- | -- | - | - | - | -- | -- | -- | -- | ----------------------------------- |  | --- | --- | --- | --- |
| 1  | Juventus         | 6  | 5 | 1 | 0 | 12 | 4  | +8 | 16 | Đi tiếp vào vòng đấu loại trực tiếp |  | —   | 1–0 | 3–0 | 2–1 |
| 2  | Atlético Madrid  | 6  | 3 | 1 | 2 | 8  | 5  | +3 | 10 | Đi tiếp vào vòng đấu loại trực tiếp |  | 2–2 | —   | 1–0 | 2–0 |
| 3  | Bayer Leverkusen | 6  | 2 | 0 | 4 | 5  | 9  | −4 | 6  | Chuyển qua Europa League            |  | 0–2 | 2–1 | —   | 1–2 |
| 4  | Lokomotiv Moscow | 6  | 1 | 0 | 5 | 4  | 11 | −7 | 3  |                                     |  | 1–2 | 0–2 | 0–2 | —   |

| Atlético Madrid           | 2–2      | Juventus                     |
| ------------------------- | -------- | ---------------------------- |
| - Savić 70' - Herrera 90' | Chi tiết | - Cuadrado 48' - Matuidi 65' |

| Bayer Leverkusen     | 1–2      | Lokomotiv Moscow               |
| -------------------- | -------- | ------------------------------ |
| - Höwedes 25' (l.n.) | Chi tiết | - Krychowiak 16' - Barinov 37' |

| Lokomotiv Moscow | 0–2      | Atlético Madrid          |
| ---------------- | -------- | ------------------------ |
|                  | Chi tiết | - Félix 48' - Partey 58' |

| Juventus                                       | 3–0      | Bayer Leverkusen |
| ---------------------------------------------- | -------- | ---------------- |
| - Higuaín 17' - Bernardeschi 62' - Ronaldo 89' | Chi tiết |                  |

| Atlético Madrid | 1–0      | Bayer Leverkusen |
| --------------- | -------- | ---------------- |
| - Morata 78'    | Chi tiết |                  |

| Juventus          | 2–1      | Lokomotiv Moscow    |
| ----------------- | -------- | ------------------- |
| - Dybala 77', 79' | Chi tiết | - Al. Miranchuk 30' |

| Lokomotiv Moscow    | 1–2      | Juventus                          |
| ------------------- | -------- | --------------------------------- |
| - Al. Miranchuk 12' | Chi tiết | - Ramsey 4' - Douglas Costa 90+3' |

| Bayer Leverkusen                  | 2–1      | Atlético Madrid |
| --------------------------------- | -------- | --------------- |
| - Partey 41' (l.n.) - Volland 55' | Chi tiết | - Morata 90+4'  |

| Lokomotiv Moscow | 0–2      | Bayer Leverkusen                           |
| ---------------- | -------- | ------------------------------------------ |
|                  | Chi tiết | - Zhemaletdinov 11' (l.n.) - S. Bender 54' |

| Juventus       | 1–0      | Atlético Madrid |
| -------------- | -------- | --------------- |
| - Dybala 45+2' | Chi tiết |                 |

| Atlético Madrid                  | 2–0      | Lokomotiv Moscow |
| -------------------------------- | -------- | ---------------- |
| - Félix 17' (ph.đ.) - Felipe 54' | Chi tiết |                  |

| Bayer Leverkusen | 0–2      | Juventus                      |
| ---------------- | -------- | ----------------------------- |
|                  | Chi tiết | - Ronaldo 75' - Higuaín 90+2' |

### Bảng E
| VT | Đội               | ST | T | H | B | BT | BB | HS  | Đ  | Giành quyền tham dự                 |  | LIV | NAP | SAL | GNK |
| -- | ----------------- | -- | - | - | - | -- | -- | --- | -- | ----------------------------------- |  | --- | --- | --- | --- |
| 1  | Liverpool         | 6  | 4 | 1 | 1 | 13 | 8  | +5  | 13 | Đi tiếp vào vòng đấu loại trực tiếp |  | —   | 1–1 | 4–3 | 2–1 |
| 2  | Napoli            | 6  | 3 | 3 | 0 | 11 | 4  | +7  | 12 | Đi tiếp vào vòng đấu loại trực tiếp |  | 2–0 | —   | 1–1 | 4–0 |
| 3  | Red Bull Salzburg | 6  | 2 | 1 | 3 | 16 | 13 | +3  | 7  | Chuyển qua Europa League            |  | 0–2 | 2–3 | —   | 6–2 |
| 4  | Genk              | 6  | 0 | 1 | 5 | 5  | 20 | −15 | 1  |                                     |  | 1–4 | 0–0 | 1–4 | —   |

| Red Bull Salzburg                                                         | 6–2      | Genk                       |
| ------------------------------------------------------------------------- | -------- | -------------------------- |
| - Håland 2', 34', 45' - Hwang Hee-chan 36' - Szoboszlai 45+2' - Ulmer 66' | Chi tiết | - Lucumí 40' - Samatta 52' |

| Napoli                                 | 2–0      | Liverpool |
| -------------------------------------- | -------- | --------- |
| - Mertens 82' (ph.đ.) - Llorente 90+2' | Chi tiết |           |

| Genk | 0–0      | Napoli |
| ---- | -------- | ------ |
|      | Chi tiết |        |

| Liverpool                                  | 4–3      | Red Bull Salzburg                                |
| ------------------------------------------ | -------- | ------------------------------------------------ |
| - Mané 9' - Robertson 25' - Salah 36', 69' | Chi tiết | - Hwang Hee-chan 39' - Minamino 56' - Håland 60' |

| Genk       | 1–4      | Liverpool                                           |
| ---------- | -------- | --------------------------------------------------- |
| - Odey 88' | Chi tiết | - Oxlade-Chamberlain 2', 57' - Mané 77' - Salah 87' |

| Red Bull Salzburg         | 2–3      | Napoli                           |
| ------------------------- | -------- | -------------------------------- |
| - Håland 40' (ph.đ.), 72' | Chi tiết | - Mertens 17', 64' - Insigne 73' |

| Liverpool                                | 2–1      | Genk          |
| ---------------------------------------- | -------- | ------------- |
| - Wijnaldum 14' - Oxlade-Chamberlain 53' | Chi tiết | - Samatta 41' |

| Napoli       | 1–1      | Red Bull Salzburg    |
| ------------ | -------- | -------------------- |
| - Lozano 44' | Chi tiết | - Håland 11' (ph.đ.) |

| Genk          | 1–4      | Red Bull Salzburg                                           |
| ------------- | -------- | ----------------------------------------------------------- |
| - Samatta 85' | Chi tiết | - Daka 43' - Minamino 45' - Hwang Hee-chan 69' - Håland 87' |

| Liverpool    | 1–1      | Napoli        |
| ------------ | -------- | ------------- |
| - Lovren 65' | Chi tiết | - Mertens 21' |

| Red Bull Salzburg | 0–2      | Liverpool               |
| ----------------- | -------- | ----------------------- |
|                   | Chi tiết | - Keïta 57' - Salah 58' |

| Napoli                                             | 4–0      | Genk |
| -------------------------------------------------- | -------- | ---- |
| - Milik 3', 26', 38' (ph.đ.) - Mertens 75' (ph.đ.) | Chi tiết |      |

### Bảng F
| VT | Đội               | ST | T | H | B | BT | BB | HS | Đ  | Giành quyền tham dự                 |  | BAR | DOR | INT | SLP |
| -- | ----------------- | -- | - | - | - | -- | -- | -- | -- | ----------------------------------- |  | --- | --- | --- | --- |
| 1  | Barcelona         | 6  | 4 | 2 | 0 | 9  | 4  | +5 | 14 | Đi tiếp vào vòng đấu loại trực tiếp |  | —   | 3–1 | 2–1 | 0–0 |
| 2  | Borussia Dortmund | 6  | 3 | 1 | 2 | 8  | 8  | 0  | 10 | Đi tiếp vào vòng đấu loại trực tiếp |  | 0–0 | —   | 3–2 | 2–1 |
| 3  | Inter Milan       | 6  | 2 | 1 | 3 | 10 | 9  | +1 | 7  | Chuyển qua Europa League            |  | 1–2 | 2–0 | —   | 1–1 |
| 4  | Slavia Prague     | 6  | 0 | 2 | 4 | 4  | 10 | −6 | 2  |                                     |  | 1–2 | 0–2 | 1–3 | —   |

| Inter Milan     | 1–1      | Slavia Prague  |
| --------------- | -------- | -------------- |
| - Barella 90+2' | Chi tiết | - Olayinka 63' |

| Borussia Dortmund | 0–0      | Barcelona |
| ----------------- | -------- | --------- |
|                   | Chi tiết |           |

| Slavia Prague | 0–2      | Borussia Dortmund |
| ------------- | -------- | ----------------- |
|               | Chi tiết | - Hakimi 35', 89' |

| Barcelona         | 2–1      | Inter Milan   |
| ----------------- | -------- | ------------- |
| - Suárez 58', 84' | Chi tiết | - Martínez 3' |

| Slavia Prague | 1–2      | Barcelona                        |
| ------------- | -------- | -------------------------------- |
| - Bořil 50'   | Chi tiết | - Messi 3' - Olayinka 57' (l.n.) |

| Inter Milan                   | 2–0      | Borussia Dortmund |
| ----------------------------- | -------- | ----------------- |
| - Martínez 22' - Candreva 89' | Chi tiết |                   |

| Barcelona | 0–0      | Slavia Prague |
| --------- | -------- | ------------- |
|           | Chi tiết |               |

| Borussia Dortmund              | 3–2      | Inter Milan                |
| ------------------------------ | -------- | -------------------------- |
| - Hakimi 51', 77' - Brandt 64' | Chi tiết | - Martínez 5' - Vecino 40' |

| Slavia Prague        | 1–3      | Inter Milan                      |
| -------------------- | -------- | -------------------------------- |
| - Souček 37' (ph.đ.) | Chi tiết | - Martínez 19', 88' - Lukaku 81' |

| Barcelona                                | 3–1      | Borussia Dortmund |
| ---------------------------------------- | -------- | ----------------- |
| - Suárez 29' - Messi 33' - Griezmann 67' | Chi tiết | - Sancho 77'      |

| Inter Milan  | 1–2      | Barcelona              |
| ------------ | -------- | ---------------------- |
| - Lukaku 44' | Chi tiết | - Pérez 23' - Fati 86' |

| Borussia Dortmund         | 2–1      | Slavia Prague |
| ------------------------- | -------- | ------------- |
| - Sancho 10' - Brandt 61' | Chi tiết | - Souček 43'  |

### Bảng G
| VT | Đội                    | ST | T | H | B | BT | BB | HS | Đ  | Giành quyền tham dự                 |  | RBL | LYO | BEN | ZEN |
| -- | ---------------------- | -- | - | - | - | -- | -- | -- | -- | ----------------------------------- |  | --- | --- | --- | --- |
| 1  | RB Leipzig             | 6  | 3 | 2 | 1 | 10 | 8  | +2 | 11 | Đi tiếp vào vòng đấu loại trực tiếp |  | —   | 0–2 | 2–2 | 2–1 |
| 2  | Lyon                   | 6  | 2 | 2 | 2 | 9  | 8  | +1 | 8  | Đi tiếp vào vòng đấu loại trực tiếp |  | 2–2 | —   | 3–1 | 1–1 |
| 3  | Benfica                | 6  | 2 | 1 | 3 | 10 | 11 | −1 | 7  | Chuyển qua Europa League            |  | 1–2 | 2–1 | —   | 3–0 |
| 4  | Zenit Saint Petersburg | 6  | 2 | 1 | 3 | 7  | 9  | −2 | 7  |                                     |  | 0–2 | 2–0 | 3–1 | —   |

1. 1 2  Bằng điểm đối đầu (3). Hiệu số bàn thắng bại đối đầu: Benfica +1, Zenit Saint Petersburg −1.

| Lyon                | 1–1      | Zenit Saint Petersburg |
| ------------------- | -------- | ---------------------- |
| - Depay 51' (ph.đ.) | Chi tiết | - Azmoun 41'           |

| Benfica         | 1–2      | RB Leipzig        |
| --------------- | -------- | ----------------- |
| - Seferović 84' | Chi tiết | - Werner 69', 78' |

| Zenit Saint Petersburg                      | 3–1      | Benfica        |
| ------------------------------------------- | -------- | -------------- |
| - Dzyuba 22' - Dias 70' (l.n.) - Azmoun 78' | Chi tiết | - De Tomás 85' |

| RB Leipzig | 0–2      | Lyon                      |
| ---------- | -------- | ------------------------- |
|            | Chi tiết | - Depay 11' - Terrier 65' |

| RB Leipzig                  | 2–1      | Zenit Saint Petersburg |
| --------------------------- | -------- | ---------------------- |
| - Laimer 49' - Sabitzer 59' | Chi tiết | - Rakitskiy 25'        |

| Benfica               | 2–1      | Lyon        |
| --------------------- | -------- | ----------- |
| - Rafa 4' - Pizzi 86' | Chi tiết | - Depay 70' |

| Zenit Saint Petersburg | 0–2      | RB Leipzig                   |
| ---------------------- | -------- | ---------------------------- |
|                        | Chi tiết | - Demme 45+5' - Sabitzer 63' |

| Lyon                                   | 3–1      | Benfica         |
| -------------------------------------- | -------- | --------------- |
| - Andersen 4' - Depay 33' - Traoré 89' | Chi tiết | - Seferović 76' |

| Zenit Saint Petersburg     | 2–0      | Lyon |
| -------------------------- | -------- | ---- |
| - Dzyuba 42' - Ozdoyev 84' | Chi tiết |      |

| RB Leipzig                    | 2–2      | Benfica                           |
| ----------------------------- | -------- | --------------------------------- |
| - Forsberg 90' (ph.đ.), 90+6' | Chi tiết | - Pizzi 20' - Carlos Vinícius 59' |

| Benfica                                             | 3–0      | Zenit Saint Petersburg |
| --------------------------------------------------- | -------- | ---------------------- |
| - Cervi 47' - Pizzi 58' (ph.đ.) - Azmoun 79' (l.n.) | Chi tiết |                        |

| Lyon                    | 2–2      | RB Leipzig                                 |
| ----------------------- | -------- | ------------------------------------------ |
| - Aouar 50' - Depay 82' | Chi tiết | - Forsberg 9' (ph.đ.) - Werner 33' (ph.đ.) |

### Bảng H
| VT | Đội      | ST | T | H | B | BT | BB | HS  | Đ  | Giành quyền tham dự                 |  | VAL | CHL | AJX | LIL |
| -- | -------- | -- | - | - | - | -- | -- | --- | -- | ----------------------------------- |  | --- | --- | --- | --- |
| 1  | Valencia | 6  | 3 | 2 | 1 | 9  | 7  | +2  | 11 | Đi tiếp vào vòng đấu loại trực tiếp |  | —   | 2–2 | 0–3 | 4–1 |
| 2  | Chelsea  | 6  | 3 | 2 | 1 | 11 | 9  | +2  | 11 | Đi tiếp vào vòng đấu loại trực tiếp |  | 0–1 | —   | 4–4 | 2–1 |
| 3  | Ajax     | 6  | 3 | 1 | 2 | 12 | 6  | +6  | 10 | Chuyển qua Europa League            |  | 0–1 | 0–1 | —   | 3–0 |
| 4  | Lille    | 6  | 0 | 1 | 5 | 4  | 14 | −10 | 1  |                                     |  | 1–1 | 1–2 | 0–2 | —   |

1. 1 2  Điểm đối đầu: Valencia 4, Chelsea 1.

| Ajax                                        | 3–0      | Lille |
| ------------------------------------------- | -------- | ----- |
| - Promes 18' - Álvarez 50' - Tagliafico 62' | Chi tiết |       |

| Chelsea | 0–1      | Valencia      |
| ------- | -------- | ------------- |
|         | Chi tiết | - Rodrigo 74' |

| Valencia | 0–3      | Ajax                                       |
| -------- | -------- | ------------------------------------------ |
|          | Chi tiết | - Ziyech 8' - Promes 34' - Van de Beek 67' |

| Lille         | 1–2      | Chelsea                     |
| ------------- | -------- | --------------------------- |
| - Osimhen 33' | Chi tiết | - Abraham 22' - Willian 78' |

| Ajax | 0–1      | Chelsea         |
| ---- | -------- | --------------- |
|      | Chi tiết | - Batshuayi 86' |

| Lille         | 1–1      | Valencia        |
| ------------- | -------- | --------------- |
| - Ikoné 90+5' | Chi tiết | - Cheryshev 63' |

| Valencia                                                                | 4–1      | Lille         |
| ----------------------------------------------------------------------- | -------- | ------------- |
| - Parejo 66' (ph.đ.) - Soumaoro 82' (l.n.) - Kondogbia 84' - Torres 90' | Chi tiết | - Osimhen 25' |

| Chelsea                                                          | 4–4      | Ajax                                                                         |
| ---------------------------------------------------------------- | -------- | ---------------------------------------------------------------------------- |
| - Jorginho 5' (ph.đ.), 71' (ph.đ.) - Azpilicueta 63' - James 74' | Chi tiết | - Abraham 2' (l.n.) - Promes 20' - Arrizabalaga 35' (l.n.) - Van de Beek 55' |

| Valencia               | 2–2      | Chelsea                     |
| ---------------------- | -------- | --------------------------- |
| - Soler 40' - Wass 82' | Chi tiết | - Kovačić 41' - Pulisic 50' |

| Lille | 0–2      | Ajax                     |
| ----- | -------- | ------------------------ |
|       | Chi tiết | - Ziyech 2' - Promes 59' |

| Ajax | 0–1      | Valencia      |
| ---- | -------- | ------------- |
|      | Chi tiết | - Rodrigo 24' |

| Chelsea                         | 2–1      | Lille      |
| ------------------------------- | -------- | ---------- |
| - Abraham 19' - Azpilicueta 35' | Chi tiết | - Rémy 78' |